# Cholet-Pays de Loire 2005
La Cholet-Pays de Loire 2005, ventottesima edizione della corsa e valida come evento dell'UCI Europe Tour 2005 categoria 1.1, si svolse il 20 marzo 2005 su un percorso di 202  km. Fu vinta dal francese Pierrick Fédrigo che giunse al traguardo con il tempo di 4h41'17" alla media di 43,088  km/h.
Partenza con 140 ciclisti di cui 90 tagliarono il traguardo.

## Ordine d'arrivo (Top 10)
| Pos. | Corridore                | Squadra         | Tempo    |
| ---- | ------------------------ | --------------- | -------- |
| 1    | Pierrick Fédrigo         | Bouygues Tél.   | 4h41'17" |
| 2    | Alberto Benito Guerreiro | Barbot-Pascoal  | s.t.     |
| 3    | Jimmy Engoulvent         | Cofidis         | s.t.     |
| 4    | Damien Nazon             | Crédit Agricole | s.t.     |
| 5    | Leonardo Duque           | Jartazi-Revor   | s.t.     |
| 6    | Frédéric Finot           | F. des Jeux     | s.t.     |
| 7    | Remco Van Der Ven        | Rabobank        | s.t.     |
| 8    | Lilian Jégou             | F. des Jeux     | s.t.     |
| 9    | John Nilsson             | Auber 93        | s.t.     |
| 10   | Erki Pütsep              | AG2R Prév.      | s.t.     |